# Nononono
NONONONO (ノノノノ) est un manga de Lynn Okamoto. Il a été prépublié entre octobre 2007 et décembre 2010 dans le magazine Weekly Young Jump de l'éditeur Shueisha et a été compilé en un total de treize volumes.

## Synopsis
Nonomiya Yuuta, un sauteur à ski qui vise l'or olympique, il éblouit la scène avec ses compétences exceptionnelles. Toutefois, son plus gros problème est qu'il n'est pas vraiment un « il » ... La personne qui prétend être Nonomiya Yuuta est en fait sa sœur jumelle, son vrai nom est Nonomiya Nono ... Et comme le saut à ski féminin n'est pas une catégorie olympique officielle, cacher sa véritable identité est le seul moyen pour elle de réaliser les rêves de son père et son frère : remporter l'or olympique.